# Mikhail Lifschits
Mikhail Alexandrovich Lifschits (em russo Михаи́л Алекса́ндрович Ли́фшиц) (23 de julho de 1905, Melitopol - 20 de setembro de 1983, Moscou) foi um filósofo e crítico de arte soviético. Membro ativo da Academia de Belas Artes da União Soviética e doutor em filosofia. Como um filósofo acadêmico, Lifschits serviu como membro executivo da Academia Soviética de Ciências desde 1975. No início da década de 1930, ele foi um associado próximo de György Lukács.

## Biografia
Nasceu em 23 de julho de 1905, em Melitopol, uma cidade criméria do então império russo. Lifschits se muda para Moscou com o sonho de estudar pintura no recém criado Vkhutemas (Escola Superior de Arte e Técnicas), mas sua primeira tentativa fracassa, pois ele não se encaixava no momento efervescente modernista pós-revolução de 1917. Algum tempo depois, ainda no início da década de 1920, consegue ingressar no instituto. Ao cursar as disciplinas de arte, Lifschits demonstra uma grande consistência na área filosófica, e como o ensino de ciências sociais na Vkhutemas ainda era muito carente nessa época, ele é nomeado como professor titulado da disciplina sobre materialismo dialético.
No final da década ele já havia desenvolvido fortes desavenças com seus instrutores classicamente orientados, principalmente após a publicação de seu livro A Dialética na História da Arte (1927), onde ele combatia as tendências ultra-esquerdistas da época. Elegendo seguir uma análise da estética a partir de uma perspectiva fundamentalmente marxista, e não tendo o espaço para isso dentro do ambiente hostil que se tornou para ele a Vkhutemas, Lifschits aceita o convite que recebeu para lecionar no Instituto Marx-Engels de Moscou, em 1930, se estabelecendo como professor da disciplina de história da filosofia. Foi no Instuto o local onde ele desenvolveu um relacionamento de trabalho com o grande filósofo marxista György Lukács, que vai se estender por toda a década de 1930.
Devido à sua militância contra a sociologia vulgar, contra as interpretações não marxistas de Marx, neokantianas, irracionalistas, anarquistas etc., que eram muito difundidas e herdadas da II Internacional, em 1932 Lifschits entre em desavença com Ryazanov (que o havia convidado a ingressar no Instituto Marx-Engels, agora fundido com o Instituto Lenin e chamado Instituto Marx-Engels-Lenin) e este tenta expulsá-lo, mas Lifschits abandona antes o Instututo tornando-se docente da Academia Comunista, a convite de Lunacharski. Um ano depois é publicado seu trabalho A Filosofia da Arte de Karl Marx (1933). Nesta época também publica o artigo O Leninismo e a Crítica Artística (1936) e Arte Popular e Luta de Classes (1938). Em 1937 sua produtividade cai significativamente; Lifschits quase não produziu trabalhos publicados no clima repressivo dos anos mais intensos do stalinismo. Após a invasão nazista da União Soviética, em 1940, Lifschits entrou na II Guerra Mundial como um voluntário da marinha do Exército Vermelho.
Sua carreira pós-guerra como um crítico foi marcada por considerável controvérsia. Seus escritos de meados da década de 1950 sobre socialismo e o caminho da sociedade soviética em particular, provocaram a ira das figuras estabelecidas da vida intelectual soviética. Na mesma época, em 1950, acidentalmente conhece Evald Ilienkov, então um jovem professor da Faculdade de Filosofia, a partir da tradução que Ilienkov, Naumenko e mais um amigo estavam realizando da obra de Lukács, O Jovem Hegel.
Nas décadas de 1960 e 1970, o principal objeto de crítica foi o movimento modernista nas artes, com a intelectualidade liberal-burguesa soviética. Nessa época publica A Crise da Deformidade (1968), Partidarismo e Realismo (1975), Arte e Mundo Contemporâneo (1978), A Mitologia Antiga e Moderna (1980) - muitos dos quais foram escritos com sua esposa, Lidia Reinhardt. A partir de um ponto de vista político, Lifschits, apesar de seu criticismo do sistema soviético, permaneceu um forte proponente do socialismo marxista-leninista.
Ao final da década de 1970 é aceito como membro da Academia de Artes da U.R.S.S. (atualmente Academia de Ciências da Rússia).
Morreu em Moscou em 28 de setembro de 1983, deixando muitos manuscritos inacabados.
No Brasil, a editora Expressão Popular publicou, em 2010, uma seleção de textos realizada a partir de uma antologia organizada por Lifschits: "tem como base os resultados iniciais da pesquisa de textos marxianos realizada por Lifschitz no então Instituto Marx-Engels-Lenin da extinta União Soviética.  Disso resultou uma ampla antologia, com mais de duas mil páginas, formada por textos nos quais Marx e Engels abordaram a questão da cultura, da arte e da literatura, ainda que não fizessem parte de trabalhos dedicados exclusivamente a esses temas".

## Obras
- A Filosofia da Arte de Karl Marx (Карл Маркс. Искусство и общественный идеал). Moscou, 1933, 1960, 1972.
- Crise da Deformidade (Кризис безобразия). Moscou, 1968.
- Arte e Mundo Contemporâneo (Искусство и современный мир). Moscou, 1978.
- A Mitologia Antiga e Moderna (Мифология древняя и современная). Moscou, 1980.
- No Mundo da Estética. Moscou, 1985.
- Diálogo com Evald Ilienkov (Диалог с Эвальдом Ильенковым). Moscou, 2003.

## Obras em Português
- 194x: O Problema do Sujeito e do Objeto
- 1958: Socialismo Estranho
- 1986: Sociologia Vulgar